# Miklós Dudás
Miklós Dudás (Budapest, 14 de abril de 1991) es un deportista húngaro que compite en piragüismo en la modalidad de aguas tranquilas.
Ganó tres medallas en el Campeonato Mundial de Piragüismo entre los años 2013 y 2018, y dos medallas en el Campeonato Europeo de Piragüismo, plata en 2013 y bronce en 2018.
En los Juegos Europeos de Bakú 2015 consiguió una medalla de oro en la prueba de K1 200 m, medalla que perdió posteriormente por dopaje.

## Palmarés internacional
| Campeonato Mundial | Campeonato Mundial          | Campeonato Mundial | Campeonato Mundial |
| Año                | Lugar                       | Medalla            | Competición        |
| ------------------ | --------------------------- | ------------------ | ------------------ |
| 2013               | Duisburgo (Alemania)        | Medalla de bronce  | K1 4 × 200 m       |
| 2014               | Moscú (Rusia)               | Medalla de oro     | K1 4 × 200 m       |
| 2018               | Montemor-o-Velho (Portugal) | Medalla de bronce  | K4 500 m           |
| Juegos Europeos    |                             |                    |                    |
| Año                | Lugar                       | Medalla            | Competición        |
| 2015               | Bakú (Azerbaiyán)           | DSC                | K1 200 m           |
| Campeonato Europeo |                             |                    |                    |
| Año                | Lugar                       | Medalla            | Competición        |
| 2013               | Montemor-o-Velho (Portugal) | Medalla de plata   | K1 500 m           |
| 2018               | Belgrado (Serbia)           | Medalla de bronce  | K4 500 m           |